# Hyalamara
Hyalamara  (лат.) — подрод жуков-тускляков из семейства жужелиц и подсемейства харпалин (Harpalinae). По внешнему строению близок к подродам Bradytodema и Harpalodema.

## Описание
Отросток переднегруди без щетинок. На стернитах брюшка имеется поперечный ряд из 8-12 щетинок.

## Экология
Представители этого подрода обитают в пустынях Алашань и Гоби. Ведут скрытный образ жизни, глубоко зарываясь в песок.

## Виды
К этому подроду относятся 2 вида:
- Amara crystallina Tschitscherin, 1903
- Amara hyalina Semenow, 1889